# MacIver Institute
MacIver Institute是一家總部位于美國威斯康星州的保守派智庫。MacIver Institute提倡自由市场、个人自由和有限政府。 

## 人员和资金
MacIver 研究所的主要捐助者之一是布拉德利基金会。MacIver Institute於2008年成立，截至2014年11月，布拉德利基金会已向MacIver Institute捐赠了890,000 美元。

## 活动
2011 年，MacIver Institute和美国繁荣协会在威斯康星州花費了超过500,000美元在电视上刊登广告，以支持斯考特·沃克的预算提案。 